# Mikkel Rygaard Jensen
Mikkel Rygaard Jensen (Nykøbing Falster, 25 dicembre 1990) è un calciatore danese, centrocampista dell'Häcken.

## Palmarès

### Club

#### Competizioni nazionali
- Campionato svedese: 1

Häcken: 2022
- Coppa di Svezia: 2

Häcken: 2022-2023, 2024-2025